# Dicranophorus difflugiarum
Dicranophorus difflugiarum är en hjuldjursart som först beskrevs av Penard 1914.  Dicranophorus difflugiarum ingår i släktet Dicranophorus och familjen Dicranophoridae. Inga underarter finns listade i Catalogue of Life.